# Stadtwerke Brühl

Historisches Logo der Stadtwerke Brühl von 2021

Die Stadtwerke Brühl GmbH ist das öffentlich-regionale Versorgungsunternehmen der Stadt Brühl. Es betreibt neben der Gas- und Wasserversorgung auch den Stadtbus in Brühl. Außerdem sind sie für die Parkflächen der Stadt zuständig. Das KarlsBad wird ebenfalls von ihnen betrieben.

## Daten und Fakten zur Energieversorgung

### Stromversorgung
- Gesamtverbrauch 2008: 139.609.537 kWh
- Anzahl der Zähler 2008: 27.981

### Gasversorgung
- Gesamtverbrauch 2008: 389.733.680 kWh
- Anzahl der Zähler 2008: 11.780

### Wasserversorgung
- Gesamtverbrauch 2008: 2.808.000 m³
- Anzahl der Zähler 2008: 10.620

### Wärmeversorgung
- Gesamtverbrauch 2008: 9.868 MWh

## Daten und Fakten zum KarlsBad und zu den Parkflächen

### KarlsBad
- Bade- und Saunagäste 2008: 226.415

### Parkflächen
- Gesamtzahl der Parkplätze: 1503

## Sonstige Zahlen

### Personalbestand
- 2008: 109 Mitarbeiter

### Bilanzgewinn
- 2008: 1.028.524,04 €

## Stadtbus Brühl

Logo Stadtbus Brühl

Im September 1998 wurde in Brühl der Stadtbus mit der Linie 704 eingeführt. In den folgenden Jahren kamen immer mehr Linien dazu.
Mit Übernahme von Linien anderer Verkehrsbetriebe der Region wurde im Jahr 1999 das Stadtbus-System überarbeitet, so dass alle Stadtteile ganztags bedient werden. Der Treffpunkt aller Stadtbuslinien wurde zur Stadtbahnhaltestelle Brühl-Mitte verlegt.

### Linienübersicht Stadtbus Brühl
Die Stadtwerke Brühl GmbH sind Gesellschafter der Regionalverkehr Köln GmbH (RVK), sie betreibt folgende Buslinien:
| Linie | Verlauf                                                                                         |
| ----- | ----------------------------------------------------------------------------------------------- |
| 701   | Heide – Bf Kierberg – Brühl Mitte (Stadtbahn)                                                   |
| 702   | Heide – Kierberg – Brühl Mitte (Stadtbahn)                                                      |
| 703   | Brühl Mitte (Stadtbahn) – Max Ernst Museum (Abzw Bf) – Brühl Ost                                |
| 704   | Roddergrube – Brühl Mitte (Stadtbahn) – Vochem                                                  |
| 705   | Brühl West Am Wasserturm – Brühl Mitte (Stadtbahn)                                              |
| 706   | Geildorf – Badorf – Brühl Mitte (Stadtbahn)                                                     |
| 707   | Badorf – Pingsdorf – Brühl Mitte (Stadtbahn)                                                    |
| 708   | Brühl Mitte (Stadtbahn) – Badorf Schulzentrum (Stadtbahn) – Geildorf – Badorf (– Phantasialand) |
| 709   | Brühl Mitte (Stadtbahn) – Jordanstr. – Brühl Ost                                                |